# Триліссер Меєр Абрамович
Михайло (Меєр) Абрамович Триліссер, (псевдоніми Михайло Олександрович Москвін, Мурський; 1 квітня 1883, місто Астрахань — розстріляний 2 лютого 1940, місто Москва) — соратник  Дзержинського, один з організаторів радянської розвідки. Член Центральної контрольної комісії ВКП(б) у 1927—1934 роках та член Президії ЦКК ВКП(б) у 1930—1934 роках. Член Комісії радянського контролю при РНК СРСР у 1934—1938 роках.

## Життєпис
Народився в Астрахані в єврейській родині шевця. У 1894 році закінчив Астраханське міське училище, у 1897 році закінчив казенне єврейське училище в Одесі. У 1901 році прослухав два семестри публічних лекцій із суспільних наук та математики в Новоросійському університеті Одеси.
З червня 1901 по лютий 1902 року — пропагандист Одеського комітету Південної революційної групи «Іскри». У серпні 1901 року вступив до РСДРП.
З лютого по квітень 1902 року перебував під арештом у 2-й поліцейській дільниці Одеси; висланий під нагляд поліції в Астрахань. З квітня 1902 по травень 1904 року — пропагандист-організатор, член Астраханського комітету РСДРП. З травня по грудень 1904 року — пропагандист-організатор, член Середньоуральського і Уральського комітету РСДРП у місті Єкатеринбурзі.
З грудня 1904 по квітень 1905 року перебував у в'язниці міста Пермі, з квітня по червень 1905 року — міста Астрахані.
З червня по листопад 1905 року — пропагандист-організатор, член Самарського комітету РСДРП. З листопада 1905 по березень 1906 року — пропагандист-організатор, член Казанського комітету РСДРП. Під час першої російської революції 1905 року організовував бойові та військові організації більшовиків в Казані. З березня по травень 1906 року — пропагандист-організатор, член Петербурзького комітету РСДРП, редактор газети «Казарма», член військової організації РСДРП у Санкт-Петербурзі.
З травня 1906 по січень 1907 року — член центральної групи Фінляндської військової організації РСДРП у Гельсінгфорсі, учасник Свеаборзького повстання 1906. У листопаді 1906 року виступав на Таммерфорській конференції військових і бойових організацій РСДРП. У січні — вересні 1907 року — член тимчасового бюро військових і бойових організацій РСДРП.
У вересні 1907 року заарештований, до грудня 1910 року перебував у в'язницях Санкт-Петербурга. У справі Фінляндської військової організації РСДРП(б) у вересні 1909 року Петербурзьким військово-окружним судом засуджений до восьми років каторги, яку відбував з грудня 1910 по листопад 1914 року в Шліссельбурзькій фортеці в Санкт-Петербурзі. У листопаді 1914 року відправлений на заслання в село Малишевку Балаганського повіту Іркутської губернії. У березні 1917 року амністований.
Після лютневої революції 1917 року переїхав до Іркутська, де працював з березня по жовтень 1917 року редактором соціал-демократичної газети «Голос соціал-демократа». Обирався членом Іркутського обласного комітету РСДРП(б) та секретарем Іркутської ради.
З жовтня 1917 по липень 1918 року — член Центрального виконавчого комітету рад Сибіру, керуючий справами Сибірської Ради народних комісарів, член Сибірського військово-революційного комітету, товариш (заступник) голови Сибірського військового комісаріату в Іркутську. З лютого 1918 року головував у контррозвідувальному апараті Революційної слідчої комісії при Іркутському губернському військово-революційному комітеті, який проіснував кілька тижнів до урядового рішення про організацію місцевих ЧК. З липня 1918 року — начальник штабу Прибайкальского військового округу.
З 1918 року — на підпільній роботі в Благовіщенську, організував на Далекому Сході систему розвідки і конспіративного зв'язку більшовиків, створив велику агентурну мережу і постачав Москві інформацію про дії та плани японців та білогвардійців.
З квітня 1919 року — секретар Амурського обласного комітету РКП(б). З серпня 1919 року — член Амурського обласного військово-революційного польового штабу. З лютого по квітень 1920 року — голова Амурського обласного організаційного бюро РКП(б). З травня по серпень 1920 року — товариш (заступник) голови Амурського обласного революційного комітету, редактор газети «Амурська правда» в Благовіщенську. З 28 травня по листопад 1920 року — емісар Тимчасового Верхньоудинського уряду в Амурській області, уповноважений ЦК РКП(б) в Амурському обласному революційному комітеті.
У жовтні 1920 — серпні 1921 року — член Державної політичної охорони Далекосхідної республіки. У листопаді 1920 — лютому 1921 року — член Далекосхідного бюро ЦК РКП(б) у місті Читі.
З лютого 1921 року — заступник завідувача підвідділу пропаганди Агітпропвідділу ЦК РКП(б) у Москві.
У лютому 1921 Триліссер брав участь у роботі Х з'їзду РКП (б) в Москві, і Фелікс Дзержинський запропонував йому працювати в центральному апараті ВЧК, щоб налагодити систему зовнішньої розвідки. У квітні — листопаді 1921 року — завідувач Далекосхідного відділу виконавчого комітету Комуністичного Інтернаціоналу, вів роботу з експорту революції в Монголію, Китай і суміжні країни. З серпня по грудень 1921 року — начальник закордонної частини Особливого відділу ВЧК при РНК РРФСР.
У грудні 1921 — 13 березня 1922 року — помічник начальника Іноземного відділу ВЧК при РНК СРСР. 13 березня 1922 — 27 жовтня 1929 року — начальник Іноземного відділу ДПУ НКВС РРФСР (ОДПУ при РНК СРСР).
На цій посаді М. А. Триліссер організував всю систему зовнішньої (закордонної) розвідки ВЧК-ГПУ, налагодив роботу резидентур і підібрав кадри радянської розвідки, в число яких увійшли: А. А. Слуцький, С. М. Шпігельглас, Я. Г. Мінскер, А. Нейман, С. Вележ, А. Мюллер, Я. Г. Блюмкін, І. С. Рейсс, С. Гінзбург, Г. Агабеков, М. Аксельрод, І. Герт, Л. Ю. Маневич, А. Розенгольц, Л. Фельдбін (відомий як Олександр Орлов), З. Нестерович, Е. Гольденштейн, М. Гольдберг та інші. Дзержинський та Менжинський (курирував розвідку) високо цінували роботу Тріліссера. Чисельність апарату Іноземного відділу досягла 122 співробітників, 62 з яких перебували в зарубіжних резидентурах.
Одночасно, 26 березня 1926 — 27 жовтня 1929 року — заступник голови ОДПУ при РНК СРСР. З 1928 по 1929 рік — уповноважений ОДПУ при РНК РРФСР.
Діяльність Триліссера в розвідці була припинена боротьбою з троцькізмом: після серії провалів і зрад в закордонних резидентурах, Сталін викликав Триліссера до себе і доручив йому «посилити роботу органів нашої робітничо-селянської партії». 
У листопаді 1929 — січні 1934 року — заступник народного комісара робітничо-селянської інспекції Російської РФСР.
На XVII з'їзді ВКП(б) в 1934 році обраний членом Комісії радянського контролю при РНК СРСР. У березні 1934 — жовтні 1935 року — уповноважений Комісії радянського контролю при РНК СРСР по Далекосхідному краю.
З серпня по листопад 1938 — член президії виконавчого комітету Комуністичного інтернаціоналу та кандидат у члени секретаріату виконавчого комітету Комінтерну, де він працював під ім'ям Михайло Олександрович Москвін. У Комінтерні курирував роботу спецорганів, входив до комісії секретаріату Комінтерну з переведення в ВКП(б) членів зарубіжних компартій.
23 листопада 1938 року, в ході «великої чистки», М. А. Триліссер був знятий з усіх посад, виключений з партії і заарештований. Утримувався в Сухановській в'язниці. Засуджений Воєнною колегією Верховного суду СРСР 1 лютого 1940 року до страти, розстріляний наступного дня. Похований на полігоні «Комунарка» біля Москви.
13 червня 1956 року посмертно реабілітований.

## Нагороди
- орден Червоного Прапора (.12.1927)